# X-Men: Dias de um Futuro Esquecido
X-Men: Days of Future Past (bra/prt: X-Men: Dias de um Futuro Esquecido) é um filme estadunidense de 2014, dos gêneros ficção científica e ação, produzido e dirigido por Bryan Singer e distribuído pela 20th Century Fox.
É o sétimo filme da série de filmes X-Men, inspirado na equipe homônima da Marvel Comics, servindo como uma continuação tanto de The Wolverine (2013) quanto de X-Men: First Class (2011). O enredo, inspirado na saga "Dias de um Futuro Esquecido" (1981), por Chris Claremont e John Byrne, se passa em dois períodos de tempo, com Wolverine viajando no tempo para a década de 1970 tentando impedir um futuro distópico onde os mutantes foram exterminados pelos robôs Sentinelas. O elenco é composto por Hugh Jackman, James McAvoy, Michael Fassbender, Jennifer Lawrence, Halle Berry, Nicholas Hoult, Elliot Page, Evan Peters, Peter Dinklage, Shawn Ashmore, Anna Paquin, Ian McKellen e Patrick Stewart.
X-Men: Days of Future Past estreou em Nova York em 10 de maio de 2014 e foi lançado oficialmente em 23 de maio de 2014. As críticas foram positivas, e o filme tornou-se a maior bilheteria da franquia X-Men (até ser ultrapassado por Deadpool em 2016) - bem como o 4º maior faturamento de 2014 e a 83º maior arrecadação da história. Com quase US$ 748 milhões mundialmente, é o único filme com a grande parte da equipe dos filmes anteriores que teve o maior ganho em arrecadação.
Sua continuação, X-Men: Apocalypse, foi lançada em 2016. A sequência não obteve o mesmo êxito, recebendo críticas geralmente desfavoráveis e faturando pouco mais de US$ 540 milhões.

## Enredo
Em 1973, Mística assassinou Bolívar Trask, um cientista que odiava mutantes e planejava criar os robôs Sentinelas para caçá-los, durante os Acordos de Paz de Paris. 50 anos depois, numa versão distópica do ano de 2023, uma versão avançada das Sentinelas com poderes de transfiguração estudados de Mística exterminou a maior parte da humanidade, tendo assassinado tanto os mutantes quanto os humanos que poderiam gerar filhos com mutação. Nesse futuro distópico, uma aliança entre os X-Men e a Irmandade de Mutantes está escondida em um antigo monastério remoto na China, e decide que o único jeito de parar os Sentinelas seria mudar a história, impedindo a morte de Trask. Como Logan estava presente em 1973 e possui o dom de regeneração, Lince Negra usa seu poder de enviar a consciência de alguém ao passado.
Após despertar nos anos 70, Logan vai até a Mansão X, que está dilapidada após o jovem professor Xavier, que ainda mora lá junto de Hank McCoy, fechar a escola. Logan o convence a procurar e deter Mística, mas para isso, precisarão da ajuda de Erik Lehnsherr, o Magneto, que está preso no Pentágono após assassinar o presidente Kennedy uma década antes. Para libertar Magneto, o trio conta com o mutante superveloz Pietro Maximoff, o Mercúrio, filho de Erik. O grupo consegue tirar Erik do Pentágono, agradecem Pietro e voam rumo à Paris.
Em Paris, por um momento, o trio consegue impedir Mística de matar Trask, porém nada se altera no futuro. Logan acidentalmente se encontra com William Stryker, militar responsável pelo projeto Arma X que colocou o adamantium em seu corpo (nos anos 70, Logan ainda tinha as garras de osso no corpo), o que lhe dá um surto mental. Logan quase acorda no futuro, porém Lince Negra consegue mandá-lo de volta. Erik tenta matar Mística para evitar o futuro distópico, Hank interfere, se transformando em Fera, e ataca Erik. Erik e Hank nas ruas, se expondo ao mundo, dando-lhes certeza da existência dos mutantes. Mística consegue fugir se misturando na multidão. Trask consegue convencer o presidente a autorizar o projeto Sentinela e criar os primeiros protótipos. Erik consegue sabotar os robôs criados.
Nos Estados Unidos, Mística se prepara para embarcar para Washington e matar Trask durante a conferência. Mesmo com Xavier assumindo a mente de outras pessoas para falar com ela, Mística o ignora e segue viagem. Sem escolha, Logan, Xavier e Hank vão para Washington. Durante a demonstração, Erik, agora como Magneto, assume controle dos Sentinelas e usa para atacar todos os presentes como uma "mensagem" dos mutantes para o mundo. Logan tenta evitar que Magneto mate inocentes, enquanto Xavier tenta convencer Mística a não matar Trask.
No futuro, Sentinelas detectam atividade mutante na China e vão atrás do grupo. Para proteger a consciência de Logan no passado, uma imensa batalha irrompe onde mutantes como Homem de Gelo, Bishop, Colossus, Apache, Blink, Tempestade, Mancha Solar e até mesmo Magneto se sacrificam.
Logan é preso com diversas vigas atravessando seu corpo por Magneto e lançado em alto mar. Xavier em fim convence Mística de que essa não era a coisa certa a se fazer, e ela desiste do atentado. Magneto, ao ver os erros que estava comentendo também desiste do ataque e vai embora.
No futuro, com Mística desistindo do ataque, a linha do tempo se altera. Logan acorda numa versão diferente do ano de 2023, onde os Sentinelas nunca existiram. Na Mansão X, ele encontra o casal Homem de Gelo e Vampira, Lince Negra dando aulas com Colossus, uma versão mais velha de Hank McCoy assumindo a forma de Fera, reencontra seu antigo amor, Jean Grey, mas ao tentar conversar com ela, Ciclope interfere, e por fim, se encontra com Charles Xavier, que ainda está confuso pela mudança de realidade, e diz para Logan se sentar, pois ambos tem muito o que conversar.

## Elenco

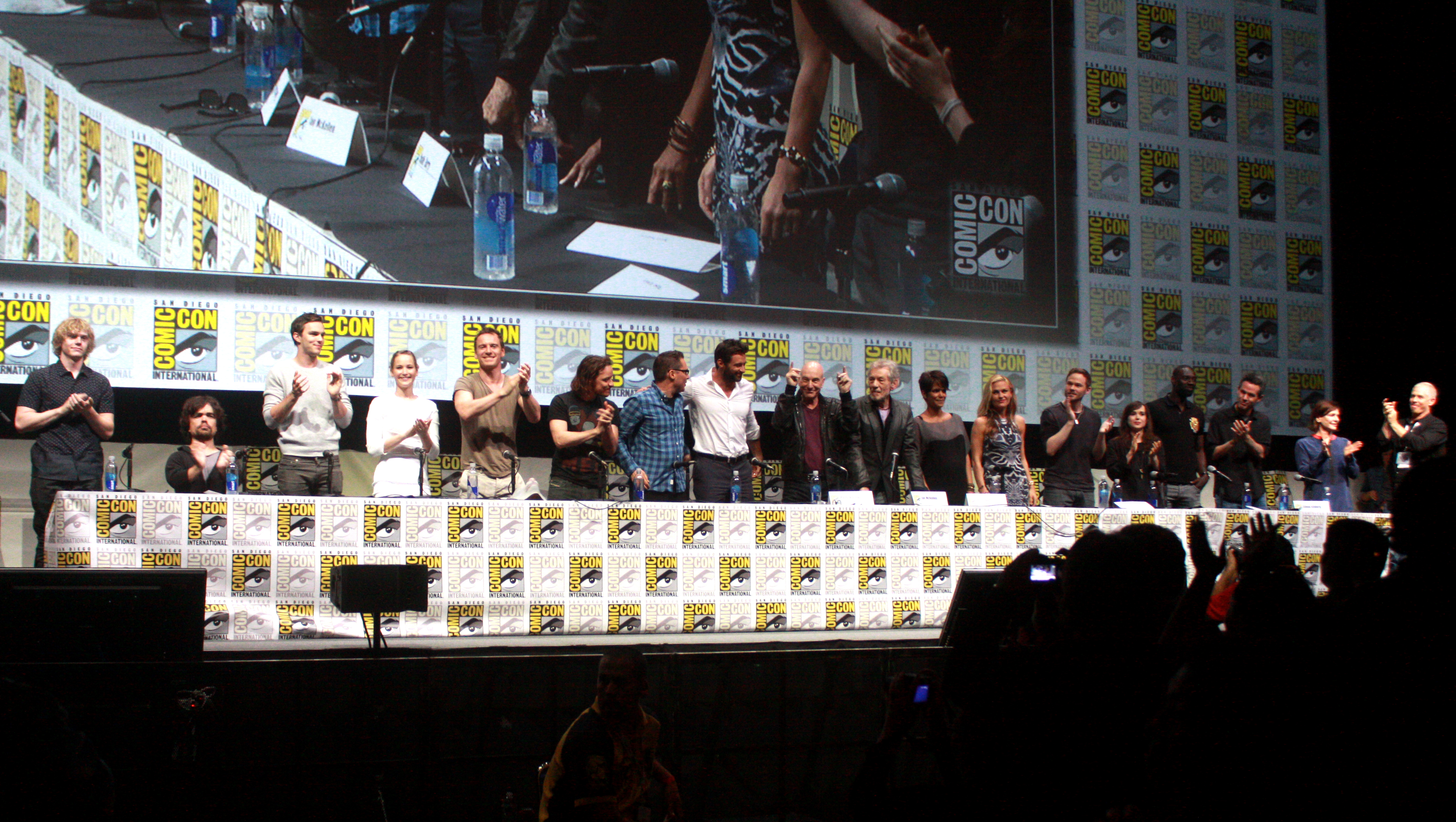
O elenco de X-Men: Days of Future Past na San Diego Comic-Con de 2013.

- Hugh Jackman - Logan / Wolverine:[7] um mutante que tem cura regenerativa, sentidos sobre-humanos  e garras de adamantium. Seu poder de cura adicionado ao fato de que estava vivo em 1973 faz de Wolverine o único X-Man capaz de suportar os rigores de uma viagem no tempo.
- James McAvoy e Patrick Stewart - Charles Xavier / Professor X[8]: O mais poderoso telepata do mundo, fundador de uma escola de mutantes e dos X-Men. A presença de Wolverine em 1973 terá de revivê-lo de seu estado depressivo, viciado em um soro que anula seus poderes e sua paralisia nas pernas, desde que a Guerra do Vietnã fez a maioria dos alunos da academia serem recrutados.
- Michael Fassbender e Ian McKellen - Erik Lehnsherr / Magneto:[8] Um mutante sobrevivente do Holocausto com poderes de manipulação magnética. No futuro, foi forçado a se unir com seu antigo amigo Xavier para garantir a sobrevivência dos mutantes. Em 1973, será libertado de uma prisão subterrânea sob O Pentágono
- Jennifer Lawrence - Raven Darkhölme / Mística: Uma mutante metamorfa, agindo de forma independente no passado em prol dos mutantes desde a prisão de Magneto. Ao ser presa após o assassinato de Bolívar Trask, estudos extensos em sua biologia levaram às Sentinelas avançadas do futuro.
- Halle Berry - Ororo Munroe / Tempestade: Uma mutante com poderes de manipulação climática, líder dos X-Men no campo de batalha.
- Nicholas Hoult e Kelsey Grammer - Hank McCoy / Fera: Um brilhante cientista mutante que mora com Xavier em sua mansão. Tem agilidade sobre-humana e força causadas por membros mutantes, embora estes sejam neutralizados por um soro que desenvolveu.
- Elliot Page - Kitty Pryde / Lince Negra:[9] Uma mutante com poderes de intangibilidade, acaba por desenvolver a capacidade de enviar a consciência de mutantes para o passado por um curto período de tempo. Isso permitirá a Wolverine tentar mudar a história.
- Shawn Ashmore - Bobby Drake / Homem de Gelo:[9] Um mutante com a habilidade de gerar temperaturas abaixo de zero e subsequentemente objetos de gelo.
- Peter Dinklage - Bolivar Trask:[10] Um cientista humano, dono das Indústrias Trask. Achando que os mutantes oferecem perigo, desenvolver o programa dos Sentinelas, uma raça de robôs soldados desenvolvidos para caçar e matar mutantes.
- Evan Peters - Peter Maximoff / Mercúrio:[11] Um adolescente mutante com uma incrível velocidade, podendo viajar mais rápido que a velocidade do som. É recrutado para libertar Magneto, que é o seu pai, porém ambos não sabem. No ano seguinte o mesmo personagem foi interpretado por Aaron Taylor-Johnson no filme também adaptado da Marvel Vingadores: Era de Ultron, que trabalhou com Peters no filme Kick-Ass: Quebrando Tudo.
- Daniel Cudmore - Peter Rasputin / Colossus:[12] Um mutante com uma incrível força e a capacidade de transformar sua pele em aço orgânico quase indestrutível.
- Fan Bingbing - Clarice Ferguson / Blink:[12] Uma Mutante com poder de manipular as dimensões, criando portais para teletransportar pessoas e objetos.
- Omar Sy - Bishop / Bispo:[12] Um mutante com a capacidade de absorver e recanalizar energia, geralmente usando-o como poder de fogo.
- Adan Canto - Roberto da Costa / Mancha Solar: Um mutante com poder de absorver a energia solar e transformá-la em força sobre-humana, voo e radiação ultravioleta.
- Booboo Stewart - James Proudstar / Apache: Um mutante com força sobre-humana, sentidos aguçados, velocidade, agilidade e vigor.
- Josh Helman - Major William Stryker:[13] Um militar norte-americano que conhece Trask quando este oferece as Sentinelas ao exército. Mais tarde liderará o projeto Arma X que implantou adamantium em Wolverine.
- Lucas Till - Alex Summers / Destrutor: Um dos ex-alunos de Xavier, é libertado por Mística no Vietnã junto de Groxo (Evan Jonigkeit) e Tatuado (Gregg Lowe).
- Anna Paquin - Marie D'Ancanto / Vampira: Uma mutante que pode absorver poderes e energia vital. Na versão original do filme, aparece só na cena final, enquanto um corte alternativo intitulado "Versão Vampira" lhe dá mais cenas.

Na cena final em que as Sentinelas nunca existiram, há breves aparições de Famke Janssen como Jean Grey e James Marsden como Scott Summers / Ciclope.

## Dublagem brasileira
- Estúdio de dublagem: Delart[14]
- Direção de Dublagem: Sérgio Cantú[14]
- Cliente: Fox[14]
- Tradução: Sérgio Cantú[14]
- Técnico(s) de Gravação: Léo Santos e Rodrigo Oliveira[14]

Dubladores
- Wolverine: Isaac Bardavid[14]
- Charles: Yuri Chessman[14]
- Erik: Alexandre Marconato[14]
- Hank: Sérgio Cantú[14]
- Raven: Priscilla Concepcion[14]
- Professor X: Leonardo José[14]
- Trask: Márcio Simões[14]
- Stryker: Philippe Maia[14]
- Lince Negra: Luisa Palomanes[14]
- Homem de gelo: Felipe Grinnan[14]
- Pietro: José Leonardo[14]
- Magneto: José Santa Cruz[14]
- Apache: Rodrigo Antas[14]
- Bishop: Ronaldo Júlio[14]
- Blink: Flavia Fontenelle[14]
- Tempestade: Sheila Dorfman[14]

## Produção

### Desenvolvimento
20th Century Fox visionou X-Men: First Class como o primeiro filme de uma nova trilogia dos X-Men. Donner comparou a franquia e disse que ela pretende ser semelhante ao conteúdo mais escuro e maduro da série de filmes Harry Potter. As primeiras informações teve Matthew Vaughn e Bryan Singer retornando para dirigir e produzir a continuação, respectivamente. Enquanto ainda estava ligado ao projeto como diretor, Vaughn declarou: "First Class é similar ao Batman Begins, onde você tem a diversão de introduzir o personagens e conhecê-los, mas isso leva tempo. mas, com o segundo, você pode apenas ir em frente e ter um divertido bom tempo. Essa é a principal diferença entre Batman Begins e The Dark Knight".
Descrevendo como o filme poderia começar, Vaughn disse: "Eu pensei que seria divertido começar com o assassinato de Kennedy, e revelar que a bala mágica era controlada por Magneto". Singer afirmou que o filme poderia ser definido em torno do movimento dos direitos civis ou na Guerra do Vietnã, e que Wolverine poderia mais uma vez ser destaque. Bryan Singer também falou sobre "mudar a história". Ele afirmou que não quer que os fãs entrem em pânico sobre ele apagar os filmes, e ele acredita em multiversos, explicando a possibilidade de certos eventos da franquia serem parte de universos alternativos.

### Pré-produção
Em novembro de 2011, Simon Kinberg, que coescreveu X-Men: The Last Stand e coproduziu X-Men: First Class, foi contratado para escrever o roteiro do filme. Em maio de 2012, a 20th Century Fox anunciou a data de lançamento para 18 de julho 2014. A data de lançamento foi mais tarde alterada dois meses antes para 23 de maio de 2014. Em agosto de 2012, o título do filme foi confirmado para ser X-Men: Days of Future Past. O filme é dito ser inspirado na história em quadrinhos "Days of Future Past", escrita por Chris Claremont e desenhada por John Byrne. A história em quadrinhos correu em Uncanny X-Men #141 e 142, em 1981, durante o período de Claremont e Byrne, e introduziu a ideia de um futuro alternativo para os mutantes que cresceram fora da Irmandade de Mutantes e precisam impedir que eles assassinem o Senador Robert Kelly, levando a um futuro onde todos os mutantes são caçados por Sentinelas.
Em outubro de 2012, Vaughn deixou os deveres de diretor para focar na adaptação cinematográfica The Secret Service, de Mark Millar. Ele ainda está ligado ao filme como um roteirista e produtor. Bryan Singer foi mais tarde anunciado como o diretor do filme. Esta é a terceira vez que Singer está dirigindo um filme de X-Men. A roteirista Jane Goldman, que escreveu o roteiro final de X-Men: First Class, com Vaughn, disse que está envolvida com o filme. John Myhre e Louise Mingenbach foram contratados como diretor de arte e figurinista, respectivamente. De acordo com o diretor, Mingenbach, que trabalhou anteriormente em X-Men (2000), X2 (2003) e X-Men Origins: Wolverine (2009), deixara de produzir os trajes de couro preto habituais que foram destaque na trilogia original. John Ottman, que colaborou com todas as obras de Singer desde X2, confirmou a trabalhar na trilha sonora e na montagem do filme. Richard Stammers revelou em uma entrevista que ele está trabalhando no filme como o supervisor de efeitos visuais.
Singer afirmou que a história vai ser parcialmente definida durante a década de 1970 e o ex-presidente dos Estados Unidos Richard Nixon será um personagem. Ele também contou que esse será o maior filme que ele já fez, e ele revelou que conversou com o diretor James Cameron sobre viagem no tempo, a teoria das cordas e multiversos.

### Filmagens
As filmagens de X-Men: Days of Future Past foram iniciadas em 15 de abril de 2013 na "Mel Cité du Cinema" em Montreal, Canadá. Estádio Olímpico e a Prefeitura de Montreal também foram usados como locações para as filmagens. É o primeiro filme dos X-Men a ser filmado em 3D. Para o filme foram usadas câmeras Arri Alexa-M com Primes Leica e zooms Fujinon. Singer afirmou que as filmagens iriam continuar pelo menos até setembro de 2013.

### Efeitos visuais
Doze estúdios contribuíram para criação das 1,311 tomadas de efeitos visuais do filme. As principais foram a Digital Domain, responsáveis pelas cenas de 1973 - Mística, os Sentinelas do passado, o ataque à Casa Branca - e Moving Picture Company, com os Sentinelas do futuro e cenas com o Jato-X. A companhia australiana Rising Sun Pictures criou a sequência considerada por muitos como o destaque dos efeitos de Dias de um Futuro Esquecido, com Mercúrio usando sua supervelocidade em uma cozinha do Pentágono.

## Recepção
No agregador de críticas dos Estados Unidos, o Rotten Tomatoes, na pontuação onde a equipe do site categoriza as opiniões da  grande mídia e da mídia independente apenas como positivas ou negativas, o filme tem um índice de aprovação de 90% calculado com base em 333 comentários dos críticos. Por comparação, com as mesmas opiniões sendo calculadas usando uma média aritmética ponderada, a nota alcançada é 7,5/10 que é seguida do consenso dizendo que "combina os melhores elementos da série para produzir um passeio satisfatoriamente acelerado que está entre os melhores da franquia."
Em outro agregador de críticas também dos Estados Unidos, o Metacritic, que calcula as notas das opiniões usando somente uma média aritmética ponderada de determinados veículos de comunicação em maior parte da grande mídia, tem uma pontuação de 74/100, alcançada com base em 43 avaliações da imprensa anexadas no site, com a indicação de "revisões geralmente favoráveis."
Se tornou o primeiro longa da série a concorrer ao Óscar, indicado pela Academia para Melhores Efeitos Visuais.
Em seu fim de semana de estreia, Dias de um Futuro Esquecido conseguiu US$ 110 milhões na América do Norte, e mais US$ 172 milhões no resto do mundo. Esse valor incluiu € 307.305,94 em Portugal, e R$19,3 milhões no Brasil. Com um faturamento total de US$ 748 milhões mundialmente, Dias de um Futuro Esquecido se tornou o filme dos X-Men de maior bilheteria, bem como a quarta maior bilheteria de 2014 e 56a da história.

## The Rogue Cut
A 20th Century Fox Home Entertainment anunciou uma versão alternativa do filme, chamada The Rogue Cut,  com 17 minutos de cenas não utilizadas, incluindo uma subtrama envolvendo a personagem, Vampira (Rogue no original), interpretada por Anna Paquin.  A nova edição foi lançada em 14 de julho de 2015, aniversário de 15 anos do primeiro filme da franquia.

## Sequência
Em dezembro de 2013, Bryan Singer anunciou o próximo filme de X-Men, intitulado X-Men: Apocalypse, que vai ser estrelado pelo elenco mais jovem da franquia que começou no filme de 2011, X-Men: Primeira Classe. O filme está programado para ser lançado no dia 27 de maio de 2016 e funcionará como a continuação de Dias de um Futuro Esquecido, se focando nos mutantes do passado durante a década de 80. Singer será o diretor, corroterista e produtor. Segundo ele, o filme mostrará a origem dos mutantes. Dan Harris e Michael Dougherty trabalharão com Singer no filme.

## Cronologia
Linha do Tempo (Presente):
X-Men: Primeira Classe (Ano de 1963)
X-Men Origens: Wolverine (prelúdio ambientado em 1845, história principal em 1979)
X-Men: O Filme (ano de 2000)
X-Men 2 (ano de 2003)
X-Men: O Confronto Final (ano de 2006)
Wolverine - Imortal (ano de 2011)
Linha do Tempo (Logan):
Logan (Ano de 2029)
Deadpool & Wolverine (Ano posterior à 2029)
Linha do Tempo (Revisada):
X-Men: Primeira Classe (Ano de 1962)
X-Men: Dias de Um Futuro Esquecido (Passado; Ano de 1973)
X-Men: Apocalipse (Ano de 1983)
X-Men: Fênix Negra (Ano de 1992)
Deadpool (Ano de 2016)
Deadpool 2 (Ano de 2018)
X-Men: Dias de um Futuro Esquecido (Futuro; Ano de 2023)
Deadpool & Wolverine (Ano de 2024)

OBS: X-Men: Dias de Um Futuro Esquecido alterou ambas as linhas do tempo. A linha do tempo do passado e futuro se separaram e cada uma tomou um rumo diferente, deixando de depender uma da outra.